# Mànturovo
Mànturovo (en rus Мантурово) és una ciutat de l'óblast de Kostromà (Rússia). Es troba a la riba dreta del riu Unja (un afluent del Volga) a 234 km al nord-est de Kostromà.

## Història
La primera menció del poble de Mànturovo és del 1617. El 1908 Mànturovo estava unida a Viatka i a Perm per la línia de ferrocarril Sant Petersburg-Viatka. Fou aleshores que la ciutat va esdevenir un centre de la indústria d'explotació de boscos, i el 1958 va rebre l'estatus de ciutat.

## Demografia
| 1939  | 1959   | 1970   | 1979   | 1989   | 2002   | 2008   | 2010   |
| ----- | ------ | ------ | ------ | ------ | ------ | ------ | ------ |
| 5 900 | 16 300 | 21 500 | 22 600 | 22 500 | 19 547 | 18 300 | 17 816 |